# Verschwindlafette

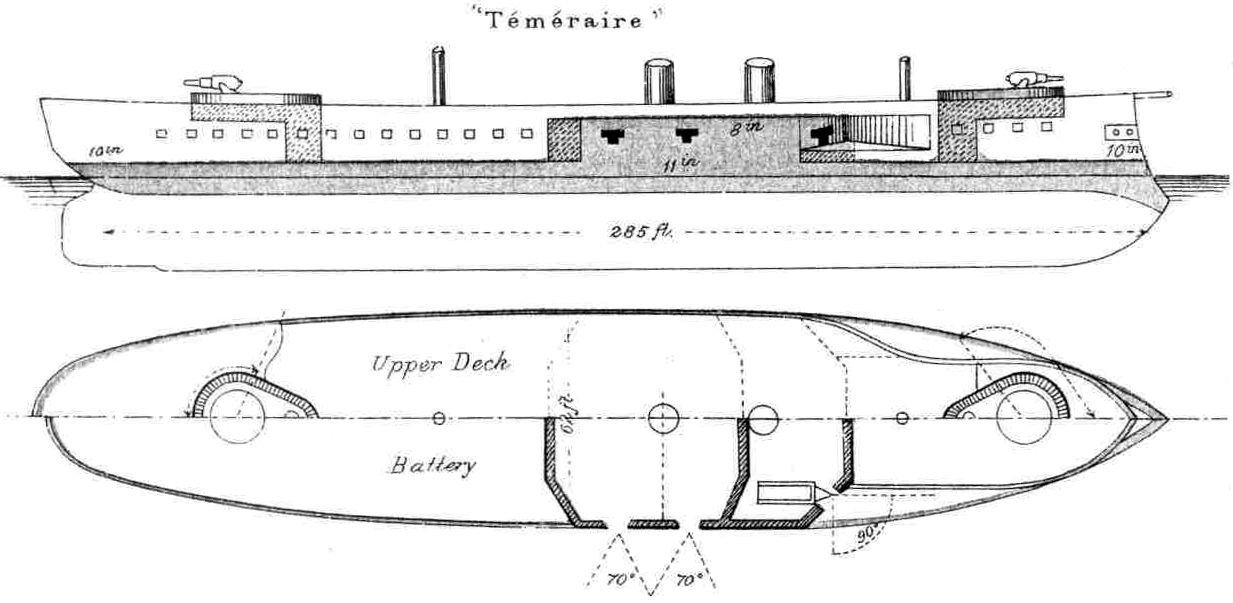
Die Disappearing Guns der HMS Temeraire (1876)

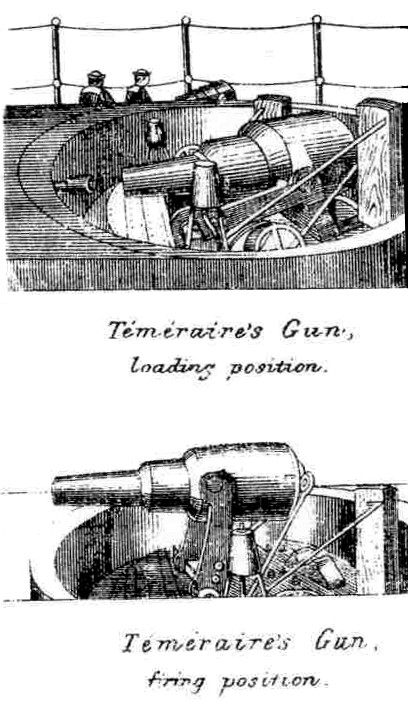
Die Disappearing Guns der HMS Temeraire (1876) in Lade- und in Feuerstellung

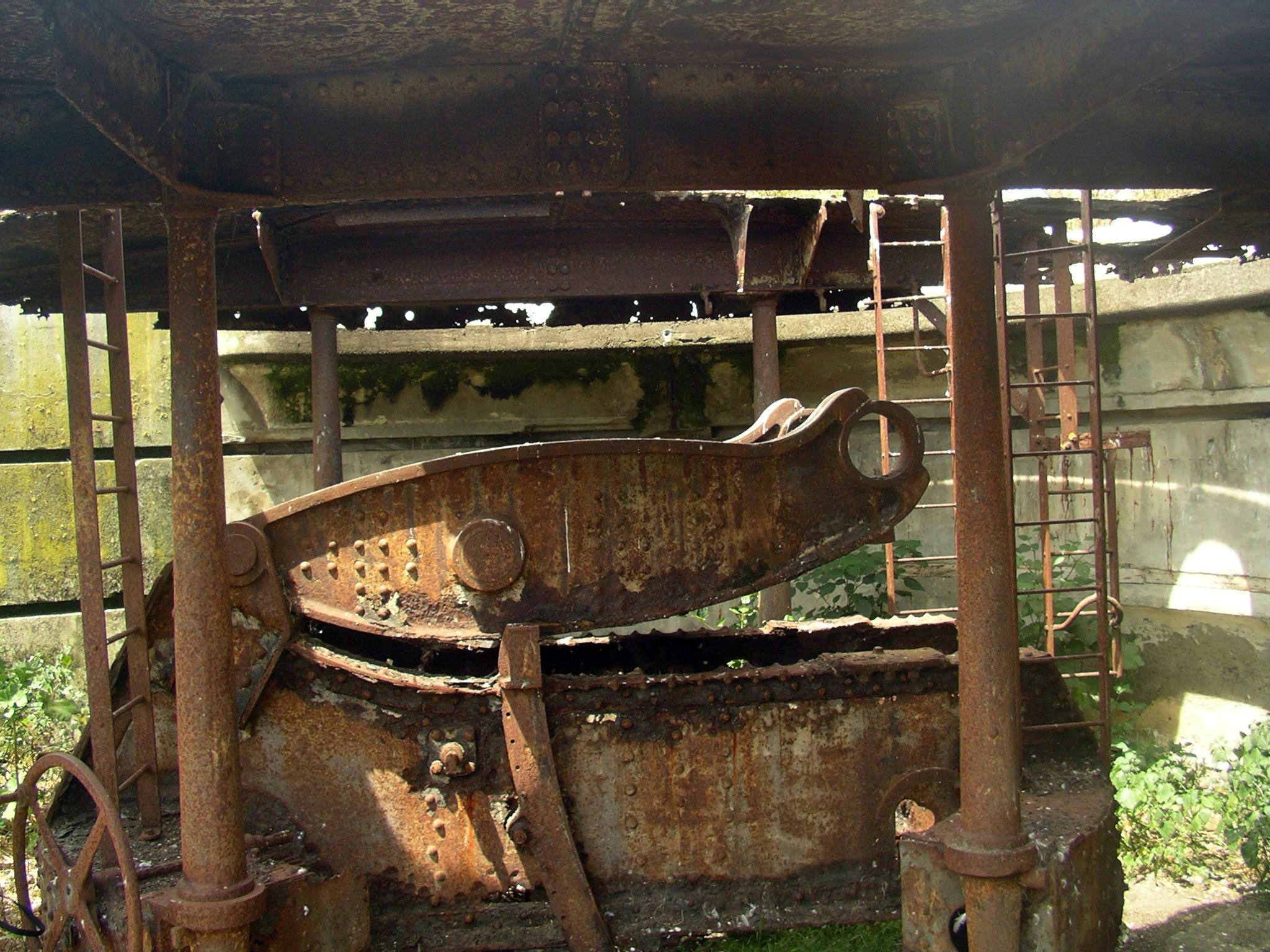
Reste einer Lafette bei South Channel Fort, Australien

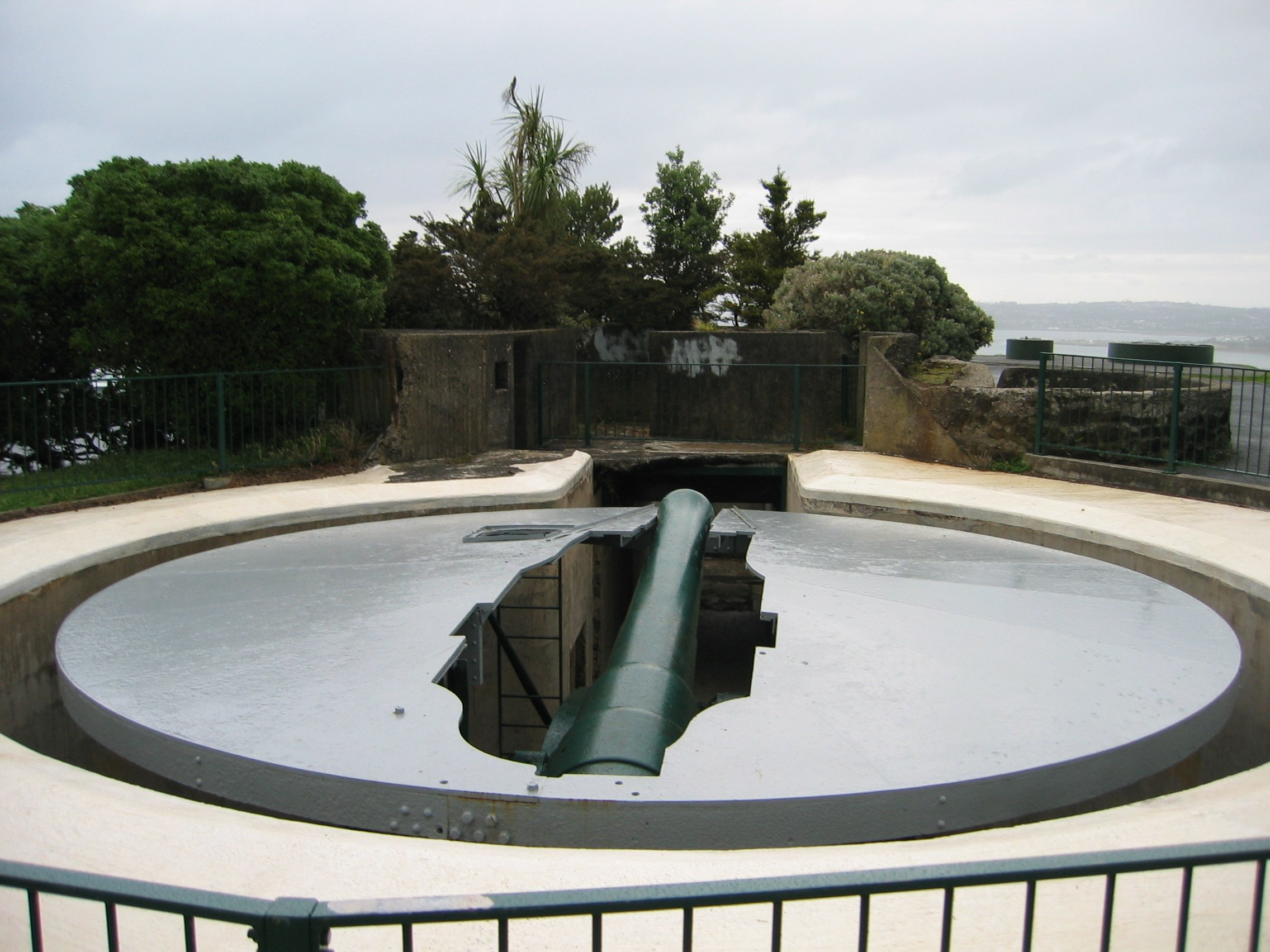
Marinekanone BL 8 Zoll auf dem Gipfel des Mount Victoria

Verschwindlafette (auch Verschwindelafette, engl.: Disappearing Gun) ist eine Sammelbezeichnung für einen historischen Geschütztyp.
Gemeinsames Merkmal dieser Typen ist eine bewegliche Lafette, die nach dem Schuss das Geschütz in eine tiefergelegene Ebene brachte, was für die Bedienungsmannschaften des Geschützes einen erhöhten Schutz vor direktem Beschuss bedeutete. Diese Geschütze kamen hauptsächlich in Küstenbatterien zum Einsatz, wurden aber auch auf dem Schiff HMS Temeraire (1876) eingesetzt.

## Entwicklungsgeschichte
- Der erste Entwurf stammt aus den 1860er Jahren von Captain A. Moncrieff der Miliz von Edinburgh. Ab 1871 waren Geschütze mit „Armstrong RBL 7-inch guns“ auf Moncrieff-Lafetten einsatzbereit. Das Moncrieff-System wurde schnell weiterentwickelt und hatte in den 1880ern bereits eine hydropneumatische Rücklaufbremse. Die Versenklafetten neigten zu einem sehr sperrigen und komplizierten Aufbau.[1]
- Das britische Schiff Temeraire (1876) wurde mit zwei „Disappearing Guns“, jeweils ein Geschütz als Bug- und als Heckgeschütz, ausgestattet. Die HMS Temeraire ist das einzige Schiff von dem bekannt ist, dass es mit diesem Geschütztyp ausgestattet wurde.[2]
- Bei der Elswick mounting genannten Lafettierung handelt es sich um eine Ausführung der in den frühen 1880er Jahren von Armstrongs Elswick Ordnance Company (EOC) gebauten Gelenklafette, die am Ende des 18. Jahrhunderts für stationäre Geschütze der Festungs- und Küstenartillerie zum Einsatz kam. Die Lafettierung wurde von Armstrong’s Tyneside entwickelt und von der Elswick Ordnance Company hergestellt.[1]

## Funktion
Das Geschütz schwenkte durch den Rückstoß in einen Bunker zurück. Die Vorteile dieses Systems waren Tarnung und Schutz gegen feindliches Feuer beim Laden. Nach dem Laden wurde es durch ein bewegliches Gegengewicht oder Druckluft wieder in Feuerstellung gebracht. Einige wenige, wie die des Fort Hancock (New Jersey), hatten einen Dampfantrieb.
Die Feuerrate betrug nur einen Schuss alle 1–2 Minuten bei einer 200-mm-Kanone, viel weniger als konventionelle Kanonen gleichen Kalibers. Ihre Größe und ihr komplexer Aufbau machte sie sehr teuer.

## Rezeption
Die New Zealand Division der Royal Navy führte eine Reihe von Schießversuchen mit Disappearing Guns in Neuseeland durch. Diese waren während des Panjdeh-Zwischenfalles während der als „The Great Game“ bekannten Konflikte zwischen Großbritannien und Russland beschafft worden. Diese Tests zeigten, dass Treffer eines Kriegsschiffs auf eine Landbatterie solch vergleichbar geringer Größe lediglich durch Zufall eintraten – die zusätzliche Schutzwirkung des versenkbaren Geschützes stand also nicht im ausreichenden Zusammenhang zu den Nachteilen. Aufgrund der Ergebnisse wurden keine weiteren Lafetten hergestellt.
Die Stellung war gegen Angriffe von See relativ gut geschützt, jedoch empfindlich gegen Luftangriffe. Daher wurden die Batterien nach dem Ersten Weltkrieg in Kasematten aufgestellt oder zumindest getarnt.
1912 erklärte die britische Armee die Kanonen für veraltet. Nur in wenigen Staaten, besonders den USA, wurden sie bis zum Ersten Weltkrieg hergestellt und noch während des Zweiten Weltkriegs betriebsbereit gehalten.

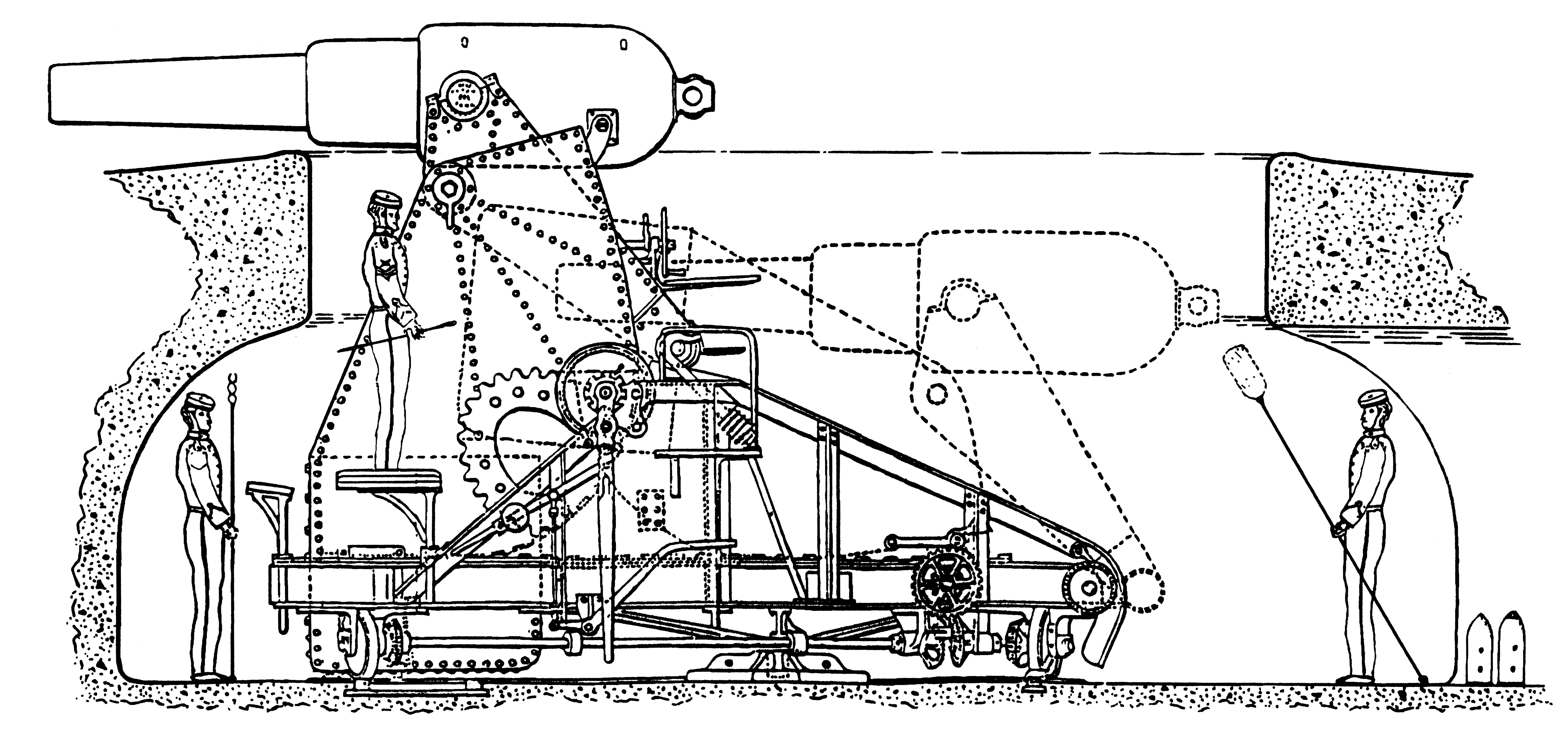
Montcrieff-Geschütz (Insel Flat Holm)
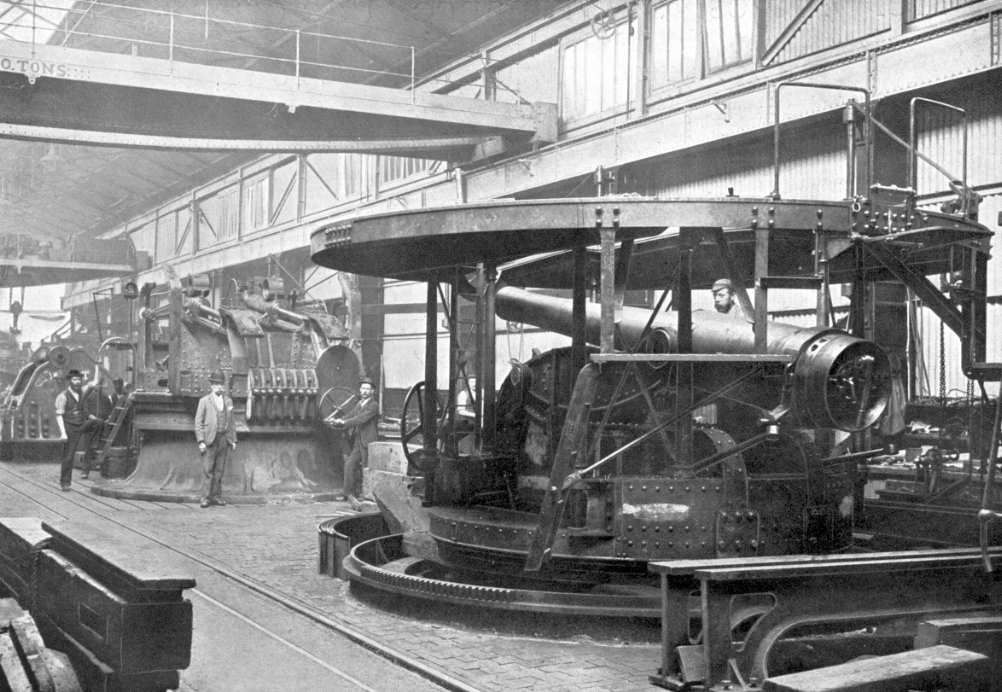
Fertigung bei der Elswick Ordnance Company Ende der 1890er Jahre
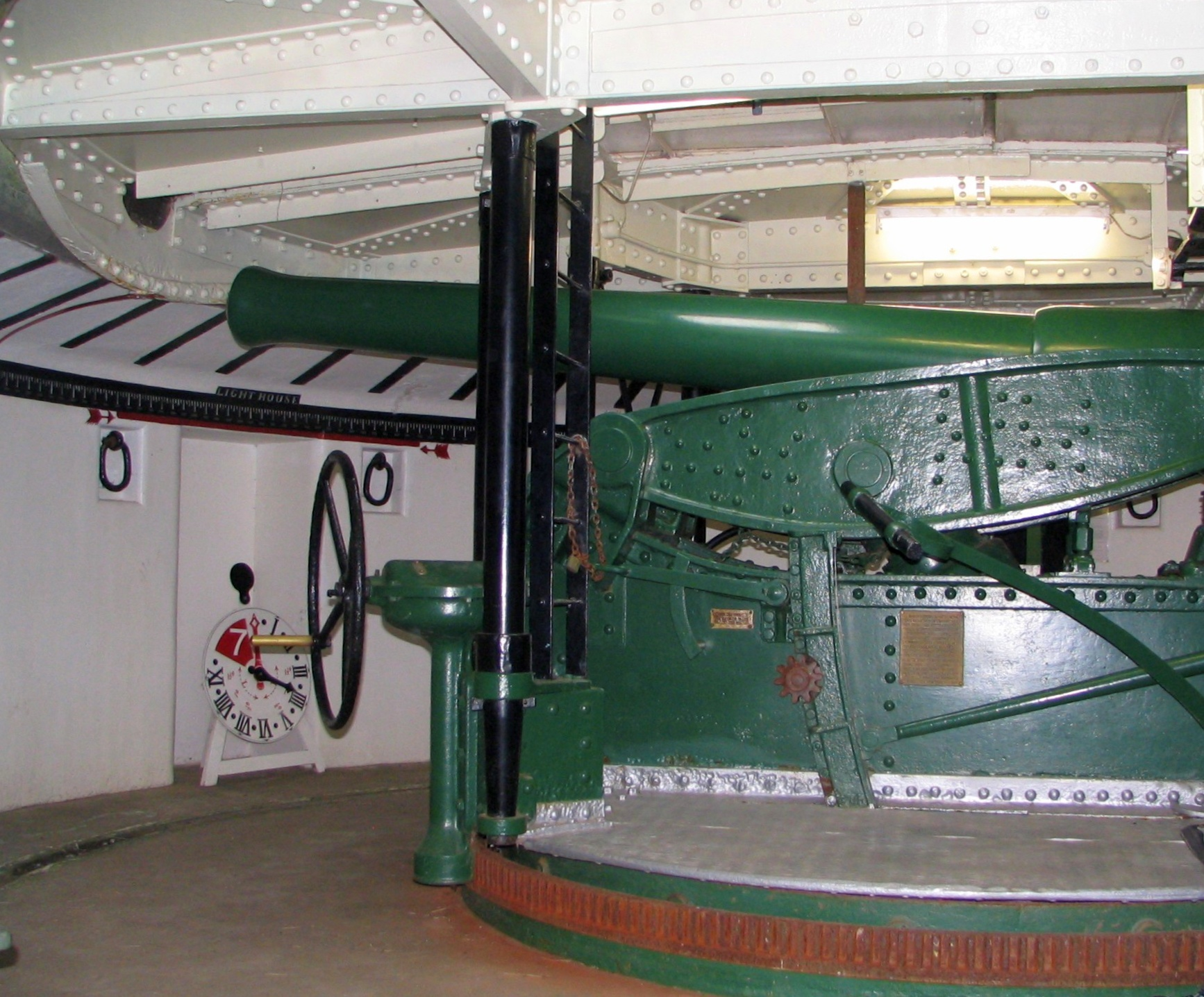
Ansicht einer guterhaltenen Gelenklafette
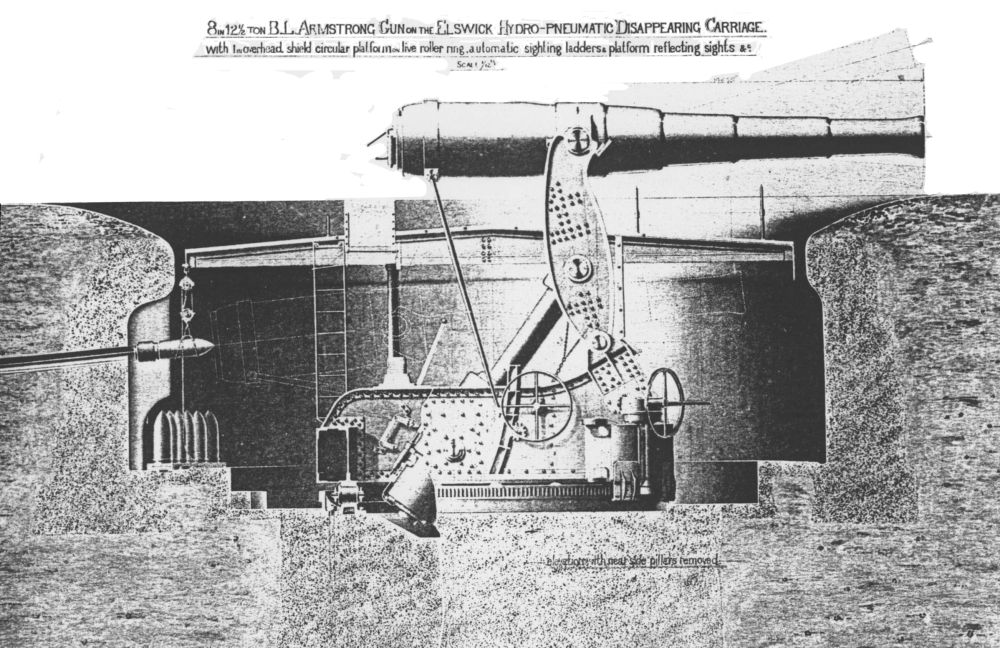
BL-8-Geschütz (Breech-loading / Hinterlader vom Kaliber 8 Zoll/20,3 cm) auf Elswick mounting

## Stellungen
- Australien
  - Fort Queenscliff, hier ist eine Kanone aufgestellt, die vom South Channel Fort stammt.
  - South Channel Fort
  - Fort Scratchley in Newcastle
  - Henry Head
  - Shepherd’s Hill Fort, Newcastle, Australien
- Neuseeland
  - Mount Victoria, North Shore
  - North Head; ein Lauf und Teile der Lafette sind erhalten
  - Taiaroa Head (vollständig erhaltene 6"-Armstrongkanone)
- USA
  - San Francisco: Battery Chamberlin, hier sind heute einige der wenigen erhaltenen Kanonen in den USA zu besichtigen.
  - Fort Casey in Washington, eine Kanone ist erhalten
- andere
  - Fort Wint auf Grande Island in der Subic Bay bei Luzon auf den Philippinen